# توسکای قرمز
توسکای قرمز (نام علمی: Alnus rubra) نام یک گونه از سرده توسکا است.